# Iron Fate
Iron Fate est un groupe allemand de heavy metal, originaire de Goslar, en Basse-Saxe.

## Histoire
Le groupe est formé en 2004 sous le nom de Crypteria. Les frères Sascha et Harms Wendler posent la première pierre avec l'idée de jouer un genre de metal inspiré de modèles tels que Judas Priest, Iron Maiden et Sanctuary. Avec Jan Abraham à la basse et Denis Brosowski au chant, le groupe est presque complété. Après deux changements de line-up, un guitariste soliste est trouvé en la personne de Martin Pflugmacher, complétant ainsi le groupe.
En 2010, Massacre Records signe le quintette et sort son premier album Cast in Iron en juillet de la même année,. En 2011, ils partent en tournée, jouant notamment aux côtés de Dragonsfire et Lonewolf.
En 2021, le groupe annonce un nouvel album, Crimson Messiah, qui sort la même année,,,. Entretemps, ils sortent un clip lyrique du morceau Mirage, extrait de l'album.

## Discographie
- 2005 : Demo
- 2010 : Cast in Iron
- 2021 : Crimson Messiah